# Ulrikke Eikeri
Ulrikke Pia Eikeri (født 16. december 1992 i Oslo, Norge) er en professionel tennisspiller fra Norge.